# Leonel Saint-Preux
Leonel Saint-Preux (Cap-Haïtien, 15 marzo 1985) è un ex calciatore haitiano, di ruolo attaccante.

## Carriera

### Nazionale
Ha partecipato alla CONCACAF Gold Cup nel 2009 e nel 2013.

## Palmarès

### Club

#### Competizioni nazionali
- Campionato bengalese: 1

Sheikh Jamal: 2015